# Лени Мартинез
Лени Мартинез (фр. Lenny Martinez; 11. јул 2003) француски је професионални бициклиста који тренутно вози за  ворлд тур тим Бахреин—викторијус. Освојио је по једном Мон Ванту денивеле челенџ и Трофео Лаигвеља, као и бронзану медаљу у друмској вожњи на Европском првенству за јуниоре.
Син је бившег бициклисте Мигела Мартинеза и унук је бившег бициклисте Маријана Мартинеза, који је рођен у Шпанији а 1963. је узео француско држављанство, након што је прогнан из Шпаније због учешћа његових родитеља у Шпанском грађанском рату.

## Каријера
Каријеру је почео 2022. године у континенталном тиму Групама—ФДЈ. У јуну је возио за први тим Групаме, на трци Меркан тур класик, гдје је радио за Давидеа Годуа и завршио је на осмом мјесту, док је Году завршио на четвртом. У јулу 2022. током четврте етапе трке Ђиро дела вале д’Акоста, заједно са сувозачем Рубеном Томпсоном је радио на темпо, возачи су отпадали један по један док њих двојица нису остали сами. Пошто је повећао своју предност у генералном пласману, уступио је етапну побједу Томпсону, а заједно су прошли кроз циљ. На дан 3. августа објављено је да је потписао професионални уговор са тимом Групама—ФДЈ за 2023.
У марту 2023. возио је своју прву ворлд тур трку, Вуелта а Каталуњу, коју је завршио на 12 мјесту у генералном пласману и на трећем мјесту у класификацији за најбољег младог возача, иза Ремка Евенепула и Сијана Ојтдебрукса. У априлу је класик Гран Бесанкон дубс завршио на другом мјесту, изгубивши у спринту од Виктора Лафаја, док је крајем маја Меркан тур класик завршио на четвртом мјесту, 38 секунди иза Ричарда Карапаза. У јуну је освојио Мон Ванту денивеле челенџ, побиједивши Мајкла Вудса у спринту, што му је била прва побједа у каријери. У августу је возио своју прву гранд тур трку — Вуелта а Еспању, гдје је био најмлађи возач. Трећу етапу, чији је циљ био на успону прве категорије, завршио је на седмом мјесту у спринту и дошао је на треће мјесто у генералном пласману, 11 секунди иза Евенепула. На шестој етапи је отишао у бијег заједно са још око 40 возача, међу којима су били Микел Ланда, Ваут Пулс, Сеп Кус и Ромен Барде. На последњем успону се издвојила мала група возача, Кус је напао и остварио етапну побједу, док је Мартинез одспринтао Бардеа и завршио је на другом мјесту, 26 секунди иза Куса, а преко два минута испред главне групе и преузео је црвену мајицу, поставши најмлађи лидер Вуелте у историји.